# Seno Ponsonby
Seno Ponsonby es un brazo de mar que se interna en el costado noreste de la isla Hoste entre las penínsulas Dumas y Pasteur en la región austral de Chile.
Administrativamente pertenece a la comuna de Cabo de Hornos en la provincia Antártica Chilena, en la Región de Magallanes y la Antártica Chilena y su mitad oeste forma parte del parque nacional Alberto de Agostini.
Desde hace aproximadamente 6000 años sus costas fueron habitadas por el pueblo yagán o yámana. A comienzos del siglo XXI este pueblo había sido prácticamente extinguido por la acción del hombre blanco.

## Historia
Sus costas fueron recorridas por los yámanas desde hace más de 6000 años hasta mediados del siglo XX. A comienzos del siglo XXI este pueblo había sido prácticamente extinguido por la acción del hombre blanco.
A fines del siglo XVIII, a partir del año 1788 comenzaron a llegar a la zona los balleneros, los loberos y cazadores de focas ingleses y estadounidenses y finalmente los chilotes.
Las siguientes expediciones efectuaron trabajos hidrográficos en el sector de seno Ponsonby:
- 1624 - Jacob l'Hermite, almirante y Hugo Shapenham, vicealmirante, estuvieron un mes con once naves holandesas.
- 1769 - Teniente James Cook con el HMB Endeavour desde bahía Buen Suceso. Tránsito de Venus. Expedición inglesa.
- 1789 - Alejandro Malaspina con la Descubierta y la Atrevida. Expedición española.
- 1830 - Robert Fitz Roy con el HMS Beagle. Expedición inglesa.
- 1882 - Louis-Ferdinand Martial con La Romanche. Expedición francesa.[5]

En una de las islas pequeñas, isla Sapinij (Shapine), hay figuras rupestres consideradas el primer registro de arte rupestre en Tierra del Fuego.

## Ubicación
Está ubicado en la costa noreste de la isla Hoste. Es un brazo de mar de 26 nmi de largo que se interna en la isla separando la península Dumas, al norte, de la península Pasteur en su ribera sur.
Su entrada es amplia y se abre entre la península Dumas y la isla Milne Edwards. Tiene 6 millas náuticas de boca. En el interior del seno hay varias islas de tamaño regular la más grande es la isla Mascart de 2 nmi de N-S y 1,5 nmi de E-O.

## Catacterísticas geográficas
Su clima es marítimo con temperaturas parejas durante todo el año. El viento predominante es del oeste. El mal tiempo es permanente. Es de aguas profundas. Navegable por todo tipo de buque.
Sus costas están rodeadas de montañas nevadas cuyas faldas están cubiertas de bosques de coigues y roble regional. En sus riberas se presenta la tundra magallánica y los arbustales magallánicos.
Se ven albatros, gaviotas australes, patos a vapor lobos marinos. En el sector pesquero destaca la existencia de la centolla y el centollón.
Bahía Helada, al fondo de su saco, tiene 4,7 nmi en dirección NNE-SSW. Su extremo norte queda muy cerca del canal Beagle. Está separada solo por una franja de 1500 metros de la caleta Awaiakirrh en la ribera sur del canal Beagle a 4,7 nmi al ESE de la punta Divide.
Su potencial turístico es enorme.